# Прииртышская равнина
Приирты́шская равни́на — равнина в Павлодарской области Казахстана, а также Омской и Тюменской областях России. Южная часть Западно-Сибирской равнины.
Равнина протягивается вдоль Иртыша на 800 км, от Павлодара до устья Ишима. Преобладающие высоты составляют 80—160 м, максимальная достигает 200 м. Плоские междуречья на 20—50 м поднимаются над днищами долины Иртыша и замкнутыми понижениями, занятыми озёрами, болотами и солончаками.
Наиболее крупные реки — Иртыш, Тундык, Шидерты, Уленты. Присутствуют солёные озёра: Жалаулы, Силетытениз, Шурексор и др.
Равнина относится к Иртышской синеклизе эпигерцинской Западно-Сибирской плиты. Сложена песчано-глинистыми озёрно-аллювиальными четвертичными отложениями.
Близ Таволжана, Калкамана и бывшего Коряковского форпоста существуют соляные промыслы. На территории равнины обнаружены и другие полезные ископаемые: свинец, цинк, медные руды, каменный и бурый уголь и др.
Климат континентальный, умеренно влажный, на юго-востоке семиаридный, засушливый . Средние температуры января от −18 до −19°С (абсолютный минимум −48°С); июля 20°С (абсолютный максимум 42°С). Осадков в год 220—350 мм.
Отчетливо выражена широтная зональность. Крайний юго-восток находится в подзоне полупустынь на светло-каштановых почвах с полынно-ковыльной растительностью. Большая часть равнины занята сухими типчаково-ковыльными степями на каштановых и тёмно-каштановых почвах. Относительно узкой полосой протянулись засушливые разнотравно-ковыльные степи на южных чернозёмах; северную окраину равнины занимают умеренно-засушливые разнотравно-ковыльные степи на обыкновенных чернозёмных и лугово-чернозёмных почвах. Кроме того, большие площади на севере заняты лесами
Плодородные чернозёмные почвы в значительной степени распаханы в 1950-е гг. Прииртышская равнина — важный район зернового земледелия и мясо-молочного животноводства. В долине Иртыша развиты бахчеводство и овощеводство.